# 장태산 자연휴양림

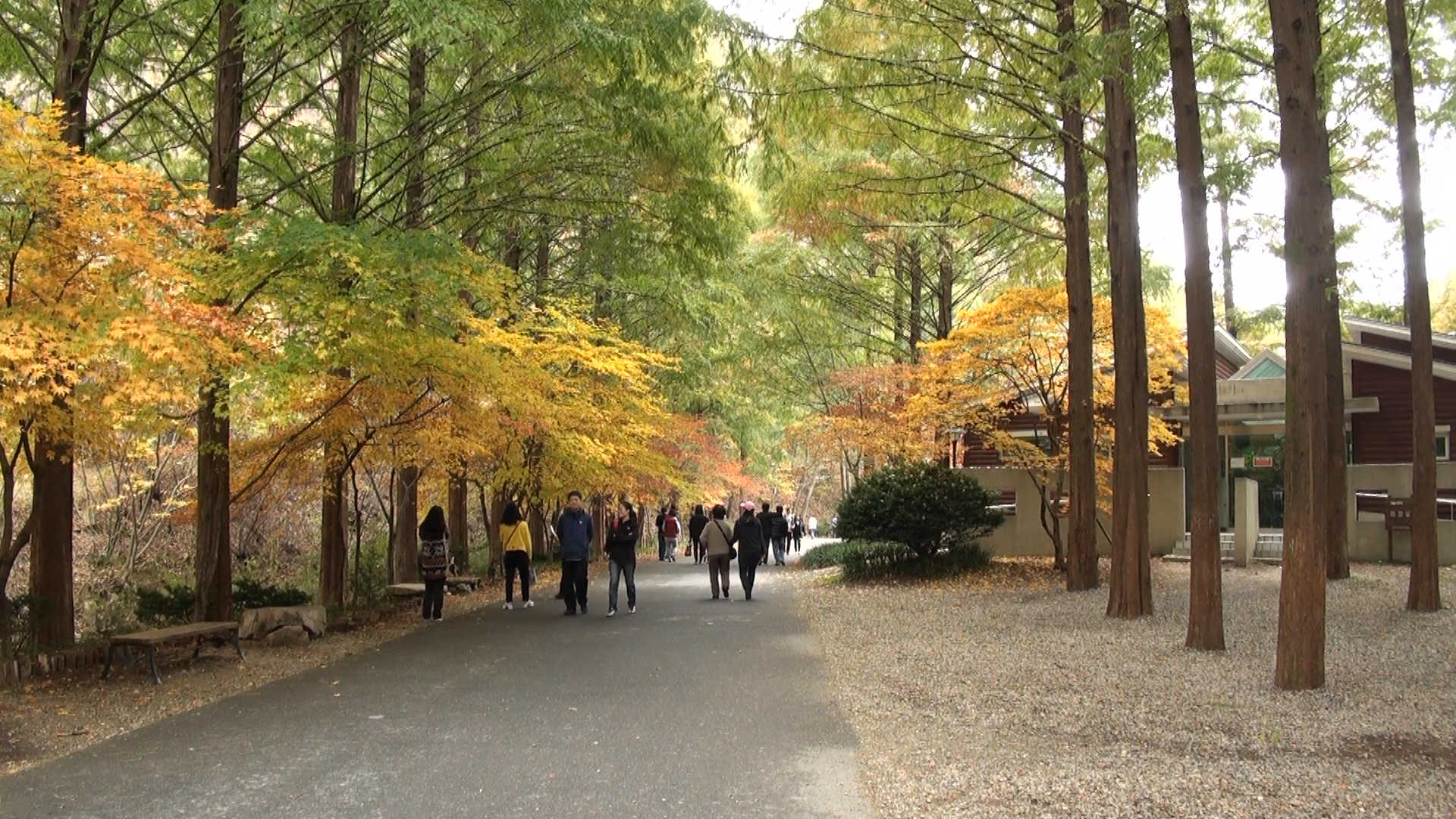
장태산휴양림 초입 메타세콰이어길

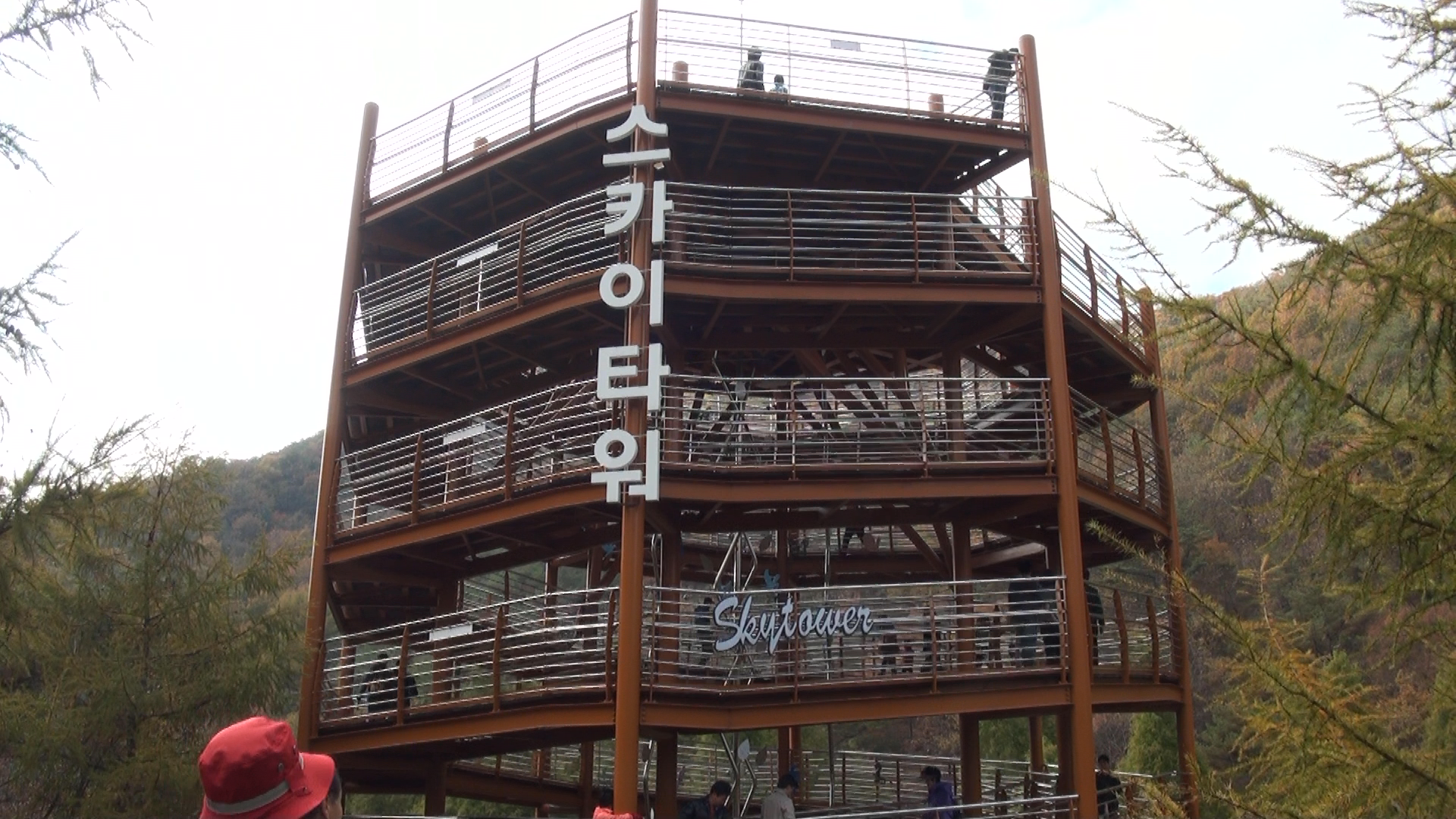
장태산휴양림 스카이타워

장태산 자연휴양림은 장태산에 있는 넓이 82.644628 m²의 자연휴양림으로서 대전팔경 중의 하나다. 전국 최초로 민간인이 조성하고 운영되어 왔으나, 2002년 2월 대전광역시에서 인수하고 새로 리모델링해서 2006년 4월 25일 재개장했다. 산림청 추천 및 만족도 1위를 자랑하는 곳이다. 정문에서부터 숲길 걷기를 시작하면, 트레킹 초입부터 푸른 하늘을 향해 쭉 뻗어 오른 아름드리 메타세콰이어 숲이 싱그럽게 반겨준다. 숲속 휴게실 뒤쪽에 자리한 숲체험 스카이웨이는 메타세콰이어 숲 사이사이로 이어지는 높이 12m, 길이 116m의 하늘 길로, 숲의 중층생태를 눈높이에서 체험해 보는 이색적인 숲체험 코스이다.

## 같이 보기
- 장태산